# Ленинский поселковый совет
Ленинский поселковый совет (укр. Ленінська селищна рада, крымскотат. Yedi Quyu qasaba şurası) — административно-территориальная единица в  Ленинском районе АР Крым Украины (фактически до 2014 года); ранее до 1991 года — в  составе Крымской области УССР в СССР, до 1954 года — в составе Крымской области РСФСР в СССР, до 1945 года — в составе Крымской АССР РСФСР в СССР, на западе центральной части района и Керченского полуострова.
В советское время (до 1926 года) был образован Семи-Колодезянский сельсовет. После преобразования села Семь Колодезей в посёлок городского типа (рабочий посёлок) и переименования его центра в Ленино в 1957 году, появился Ленинский поселковый совет.
Население по переписи 2001 года — 8617 человек.
К 2014 году включал единственный населённый пункт — пгт Ленино.
С 2014 года на месте поссовета находится Лениново сельское поселение.